# Lindfield (Royaume-Uni)
Pour les articles homonymes, voir Lindfield.
Lindfield est un village et une paroisse civile du Sussex de l'Ouest, en Angleterre. Administrativement, il relève du district non métropolitain du Mid Sussex.

## Toponymie
Lindfield est un nom d'origine vieil-anglaise. Il fait référence à un terrain inoccupé (feld) où poussent des tilleuls (linden). Il est attesté pour la première fois vers 765 sous la forme Lindefeldia.